# Kuran wa Munjan (district)
Pour les articles homonymes, voir Kuran wa Munjan.
Kuran wa Munjan est un district de la province de Badakhshan en Afghanistan. Sa population est estimée à 8 000 habitants.